# Jedvaniny
Jedvaniny (německy Mensdorf) jsou malá vesnice, část obce Nečtiny v okrese Plzeň-sever v Plzeňském kraji. Nachází se asi pět kilometrů jihozápadně od Nečtin. Jedvaniny leží v katastrálním území Březín o výměře 12,04 km².

## Historie
První písemná zmínka o vesnici pochází z roku 1845.

## Obyvatelstvo
Při sčítání lidu v roce 1921 zde žilo 185 obyvatel (z toho 88 mužů) německé národnosti a římskokatolického vyznání. Podle sčítání lidu z roku 1930 měla vesnice 155 obyvatel se stejnou národnostní i náboženskou strukturou.
| Rok            | 1869 | 1880 | 1890 | 1900 | 1910 | 1921 | 1930 | 1950 | 1961 | 1970 | 1980 | 1991 | 2001 | 2011 | 2021 |
| -------------- | ---- | ---- | ---- | ---- | ---- | ---- | ---- | ---- | ---- | ---- | ---- | ---- | ---- | ---- | ---- |
| Počet obyvatel | 202  | 204  | 197  | 224  | 214  | 185  | 155  | 33   | 4    | 4    | 1    | 0    | 5    | 4    | 10   |
| Počet domů     | 27   | 31   | 29   | 29   | 28   | 28   | 31   | 30   | 30   | 2    | 1    | 15   | 15   | 16   | 20   |

## Obecní správa
Při sčítání lidu v letech 1869–1950 Jedvaniny byly osadou obce Březín, se kterým patřily nejprve do okresu Kralovice, ale v roce 1950 v okrese Plasy. Od roku 1964 jsou částí obce Nečtiny v okrese Plzeň-sever.

## Galerie

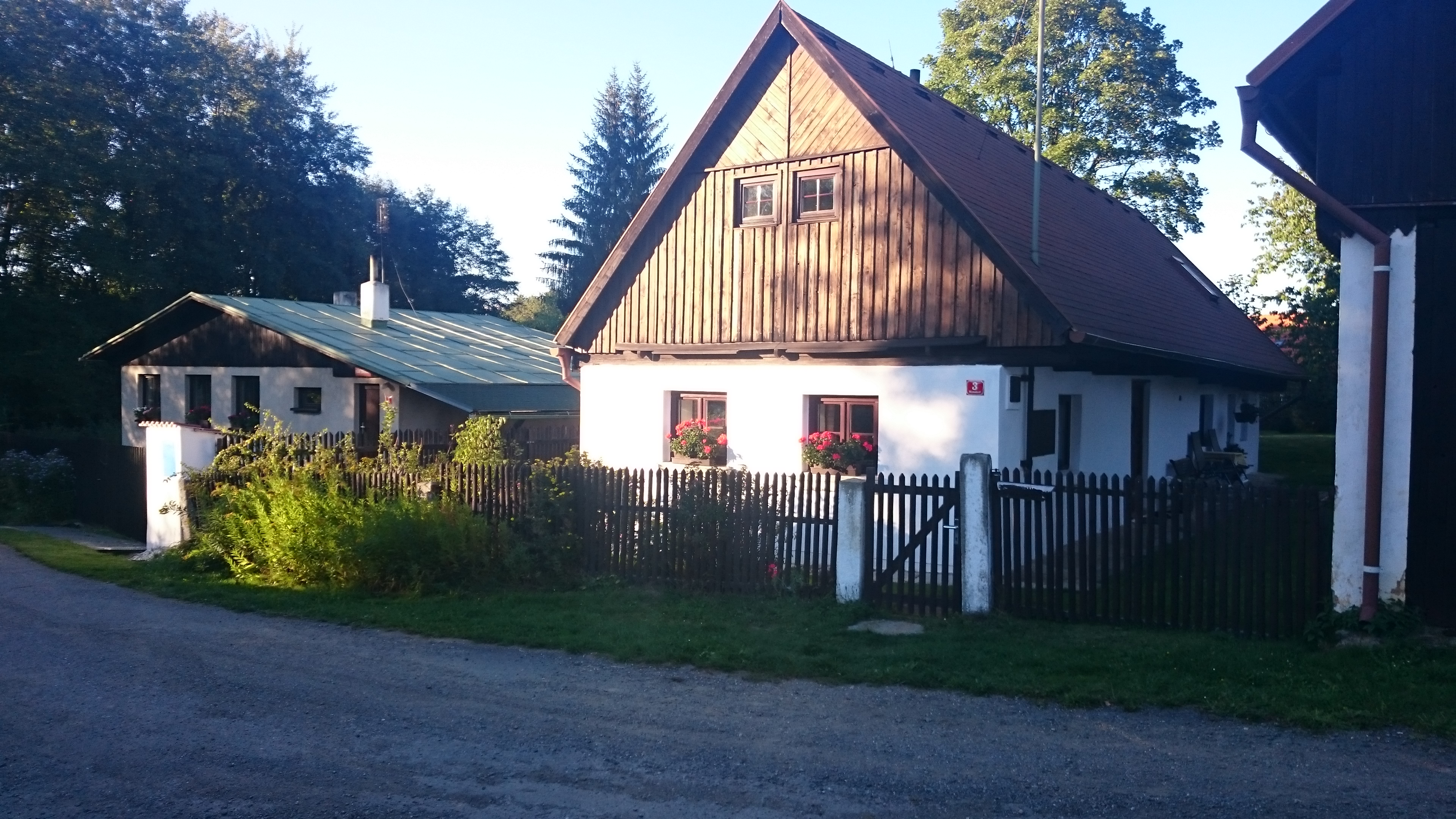
Chalupa
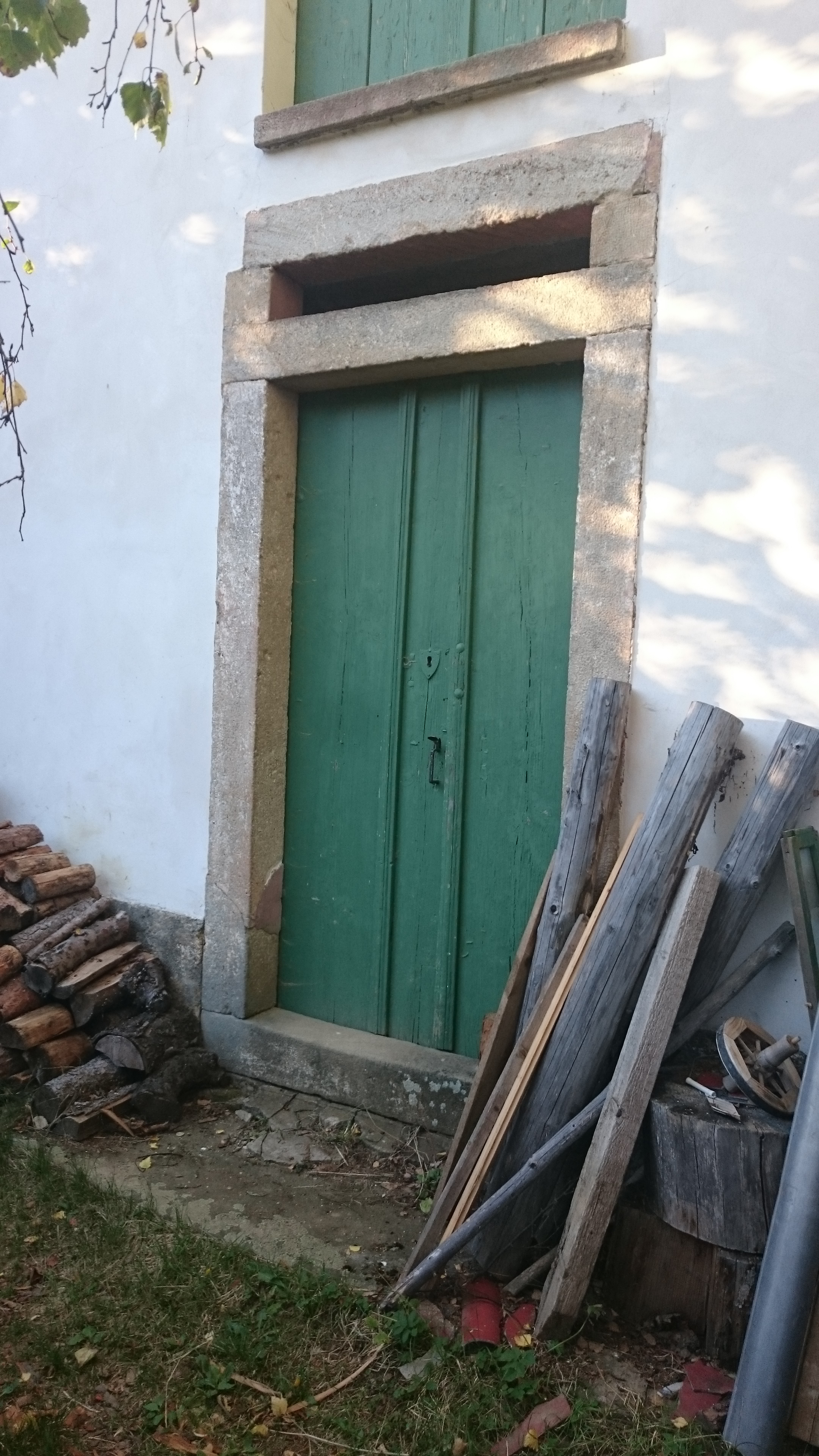
Dveře
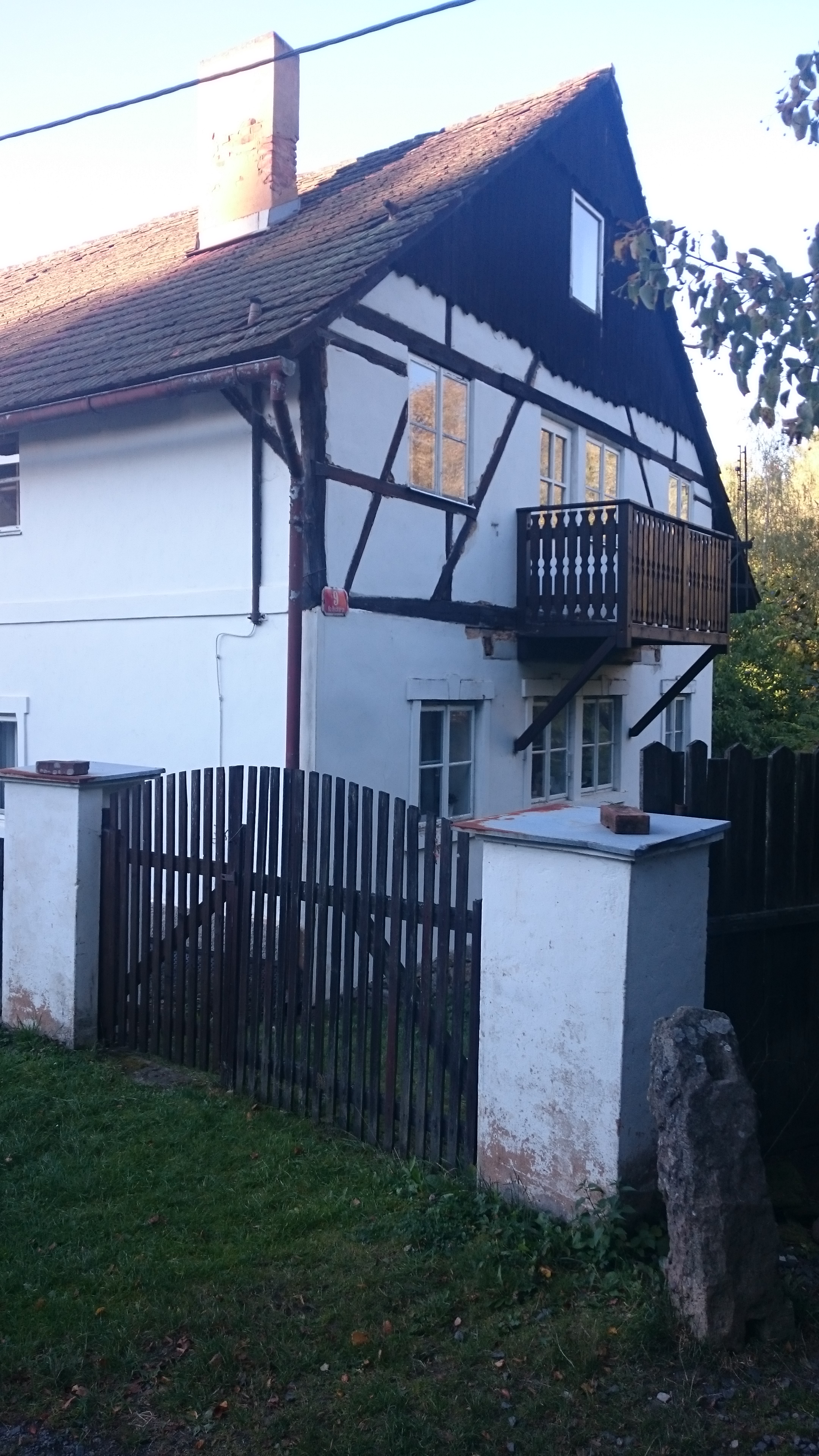
Hrázděný dům
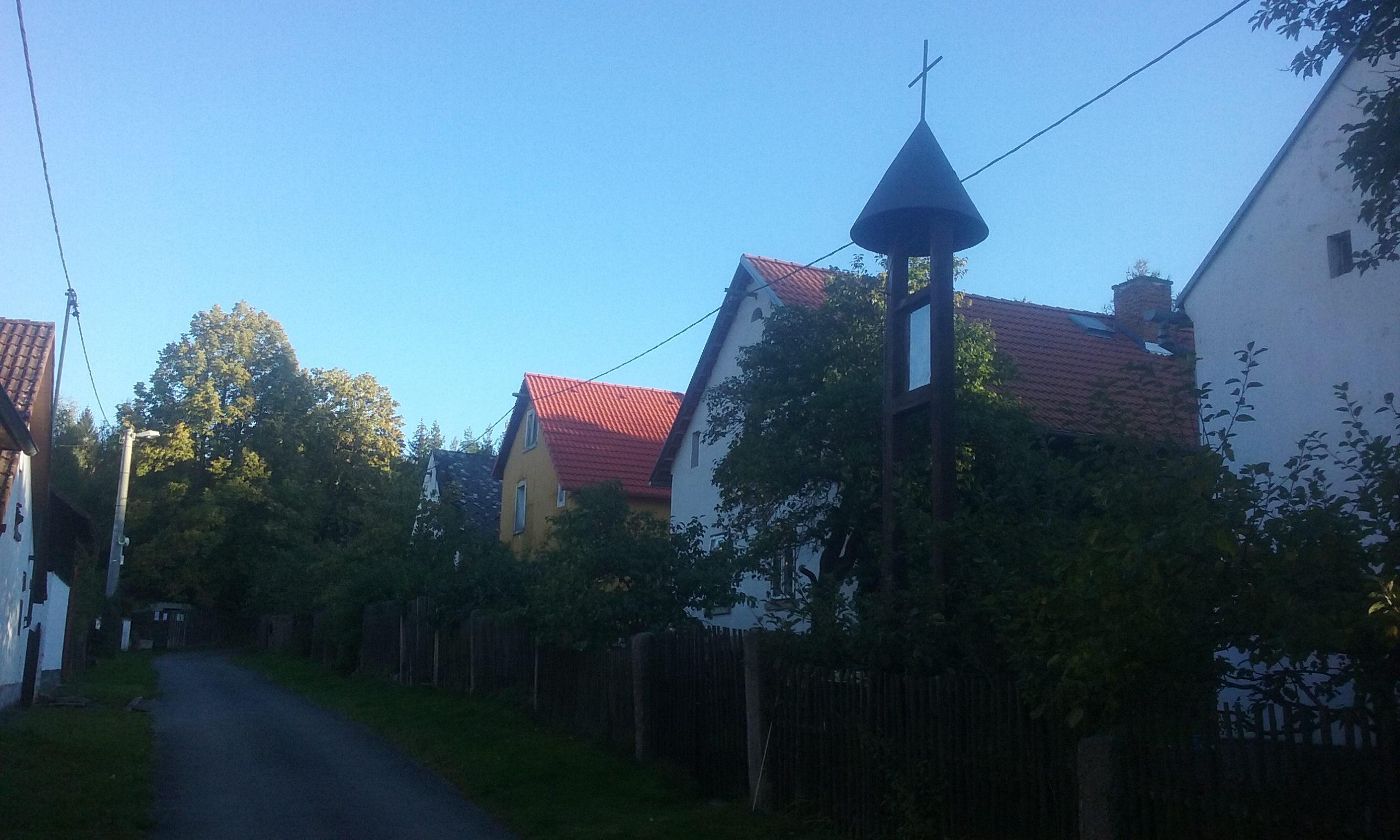
Zvonička